# Глисон, Пол
Пол Глисон (англ. Paul Xavier Gleason; 4 мая 1939, Джерси-Сити — 27 мая 2006, Бербанк) — американский характерный актёр. Наиболее известен ролью в сериале «Все мои дети» и ролями в таких фильмах, как «Поменяться местами», «Клуб „Завтрак“», «Крепкий орешек». Часто играл роли служителей закона.

## Биография

### Ранние годы
Пол Глисон родился 4 мая 1939 года в Джерси-Сити, штат Нью-Джерси. Его мать Элеонора была медсестрой, а его отец Джордж имел много профессий. В разное время работал и строителем, и ресторатором. Вскоре после рождения Пола семья переехала на юг Флориды. Пол увлекался спортом, в Университете штата Флорида учился на футбольную стипендию. После учёбы два сезона играл в низшей бейсбольной лиге за «Кливленд Индианс». Хотя первоначально Пол хотел делать карьеру в спорте, он изменил своё решение после просмотра фильма «Великолепие в траве» (1961), когда решил стать актёром.

### Карьера актёра
В середине 1960-х годов обосновался в Нью-Йорке, где изучал актёрское мастерство в Актёрской студии под руководством Ли Страсберга. Дебютом в кино для Глисона стала небольшая роль в научно-фантастический фильме «Паника в нулевом году» (1962). Периодически получал небольшие роли в сериалах. Параллельно работал в театрах на Офф-Бродвее. В 1971 году сыграл уже на Бродвее в пьесе Нила Саймона «Пряничная леди» (англ. The Gingerbread Lady). Принимал участие в постановках не только в Нью-Йорке, но и в Лос-Анджелесе. В 1973 году сыграл Макмерфи в бродвейской пьесе «Пролетая над гнездом кукушки» по роману Кена Кизи. Не только играл в театре, но и сам писал пьесы, некоторые из которых были поставлены на сцене.
В 1975 году последовала первая заметная роль в кино — фильм «Док Сэвэдж: Человек из бронзы», который, однако не имел успеха в прокате. В 1976 году Пол попал в сериал «Все мои дети», где три сезона играл вспыльчивого и самоуверенного доктора Дэвида Торнтона. Здесь Глисон заложил основу того, что в последующие годы станет визитной карточкой его самых запоминающихся персонажей.
Широкое внимание актёр обратил на себя после участия в картине «Поменяться местами» (1983), где сыграл лишённого чувства юмора, аморального промышленного шпиона Кларенса Бикса. Будучи комическим фоном для Дэна Эйкройда, Эдди Мерфи и Джейми Ли Кёртис, Глисон так сыграл Бикса, что ему пришлось играть подобные роли на протяжении большей части своей карьеры. Следом последовала роль в культовом «Клубе „Завтрак“» (1985) Джона Хьюза, где Глисон сыграл роль помощника директора Ричарда Вернона. После этой роли судьба Глисона, как характерного актёра в Голливуде, была предрешена. Ему стали предлагать подобные роли. В этом же 1985 году появился в спин-оффе вселенной «Звёздных войн» фильме «Эвоки. Битва за Эндор». Почти такой же запоминающейся ролью, как и роль заместителя директора Вернона, стала роль заместителя начальника полиции Дуэйна Робинсона в «Крепком орешке» (1988). На протяжении 80-х и 90-х годов снялся во второстепенных ролях во множестве фильмов и сериалов. В начале 2000-х годов спародировал свою роль замдиректора Вернона в «Недетском кино» (2001) и «Короле вечеринок» (2002).

### Смерть
Пол Глисон умер 27 мая 2006 года в больнице Бербанка, штат Калифорния, в возрасте 67 лет от мезотелиомы плевры. Это редкая форма рака лёгких, связанная обычно с асбестом, с которым Пол имел частый контакт в подростковом возрасте, когда работал с отцом на стройке. Глисон был похоронен на Вествудском кладбище в Лос-Анджелесе.

## Личная жизнь
С 1971 по 1978 год Пол Глисон был женат на актрисе Кэнди Мур. У пары родилась дочь Шеннон. С 1995 года и до своей смерти был женат на Сьюзен Кель. У пары родилась дочь Кейтлин.
Был большим любителем гольфа, принимал участия в соревнованиях по этому виду спорта. Незадолго до смерти выпустил книгу стихов.

## Фильмография
| Год       |    | Русское название                       | Оригинальное название               | Роль                                          |
| --------- | -- | -------------------------------------- | ----------------------------------- | --------------------------------------------- |
| 1962      | ф  | Паника в нулевом году                  | Panic in Year Zero!                 | хозяин заправки                               |
| 1965      | с  | ФБР                                    | The F.B.I.                          | офицер Дэн Райан                              |
| 1972      | с  | Миссия невыполнима                     | Mission: Impossible                 | Блэр                                          |
| 1975      | ф  | Док Сэвэдж: Человек из бронзы          | Doc Savage: The Man of Bronze       | майор Томас Джей «Длинный Том» Робертс        |
| 1975      | с  | Коломбо                                | Columbo                             | Парсонс                                       |
| 1976—1978 | с  | Все мои дети                           | All My Children                     | доктор Дэвид Торнтон                          |
| 1979      | ф  | Великий Сантини                        | The Great Santini                   | лейтенант Сэмми                               |
| 1980      | ф  | Он знает, что вы одни                  | He Knows You’re Alone               | детектив Фрэнк Дейли                          |
| 1981      | ф  | Форт Апач, Бронкс                      | Fort Apache, The Bronx              | детектив                                      |
| 1981      | ф  | Артур                                  | Arthur                              | исполнитель                                   |
| 1981      | ф  | Преследование Д. Б. Купера             | The Pursuit of D. B. Cooper         | Ремсон                                        |
| 1983      | ф  | Нежное милосердие                      | Tender Mercies                      | репортёр                                      |
| 1983      | ф  | Поменяться местами                     | Trading Places                      | Кларенс Бикс                                  |
| 1984—1986 | с  | Команда «А»                            | The A-Team                          | Рой Келси, Гарри Салливан                     |
| 1984      | с  | Ремингтон Стил                         | Remington Steele                    | Шериф Джефф «Джед» Неббинс                    |
| 1984      | с  | Кегни и Лейси                          | Cagney & Lacey                      | детектив Креспи                               |
| 1984      | с  | Блюз Хилл-стрит                        | Hill Street Blues                   | Бифф Лоу                                      |
| 1984      | с  | Частный детектив Магнум                | Magnum, P.I.                        | Ронни Мидер он же Жак Арно                    |
| 1985      | ф  | Клуб «Завтрак»                         | The Breakfast Club                  | помощник директора Вернон                     |
| 1985      | с  | Даллас                                 | Dallas                              | лейтенант Ли Сполдинг                         |
| 1985      | тф | Всё ради любви                         | Anything for Love                   | Ларри Ворт                                    |
| 1985      | тф | Эвоки. Битва за Эндор                  | Ewoks: The Battle for Endor         | Джеремит                                      |
| 1986      | с  | Полиция Майами                         | Miami Vice                          | Банни Берриган                                |
| 1987      | ф  | Домашняя война                         | Morgan Stewart’s Coming Home        | Джей Ле Сото                                  |
| 1987      | с  | Фэлкон Крест                           | Falcon Crest                        | Энди Страйкер                                 |
| 1987      | ф  | Безумие улиц                           | Forever, Lulu                       | Роберт                                        |
| 1987      | ф  | Голливудский монстр                    | Hollywood-Monster                   | Стэн Гордон                                   |
| 1987      | с  | Красавица и чудовище                   | Beauty and the Beast                | Генри Даттон                                  |
| 1988      | ф  | У неё будет ребёнок                    | She’s Having a Baby                 | Говард                                        |
| 1988      | ф  | Джонни, будь хорошим                   | Johnny Be Good                      | Уэйн Хислер                                   |
| 1988      | ф  | Крепкий орешек                         | Die Hard                            | заместитель начальника полиции Дуэйн Робинсон |
| 1989      | ф  | Ночная игра                            | Night Game                          | Бруссард                                      |
| 1989      | с  | Джамп-стрит, 21                        | 21 Jump Street                      | Фил Дэниелс                                   |
| 1990      | ф  | Майами блюз                            | Miami Blues                         | сержант Фрэнк Локли                           |
| 1991      | ф  | Богатая девчонка                       | Rich Girl                           | Марвин Уэллс                                  |
| 1991      | с  | Закон Лос-Анджелеса                    | L.A. Law                            | тренер Джон Лунгрен                           |
| 1992      | с  | Чудесные годы                          | The Wonder Years                    | Артур Дженсен                                 |
| 1993      | ф  | Маньяк-полицейский 3: Знак молчания    | Maniac Cop III: Badge of Silence    | Хэнк Куни                                     |
| 1993      | ф  | Заряженное оружие                      | Loaded Weapon 1                     | агент ФБР                                     |
| 1993      | ф  | Дикий кактус                           | Wild Cactus                         | шериф Бреннер                                 |
| 1993      | ф  | Точка кипения                          | Boiling Point                       | участник сделки                               |
| 1994      | с  | Сайнфелд                               | Seinfeld                            | Кушман                                        |
| 1994      | ф  | Я люблю неприятности                   | I Love Trouble                      | Кенни Бэкон                                   |
| 1994      | ф  | Моя красотка                           | There Goes My Baby                  | мистер Бартон                                 |
| 1995      | ф  | Цифровой человек                       | Digital Man                         | доктор Паркер                                 |
| 1997      | ф  | Теневой заговор                        | Shadow Conspiracy                   | Блайт                                         |
| 1997      | ф  | Деньги решают всё                      | Money Talks                         | детектив Бобби Пикетт                         |
| 1998      | ф  | Операция                               | No Code of Conduct                  | Джон Багвелл                                  |
| 1998      | ф  | Лучший из лучших 4: Без предупреждения | Best of the Best 4: Without Warning | отец Гил                                      |
| 1999      | с  | Детектив Нэш Бриджес                   | Nash Bridges                        | Микки Трипп (диджей на радио)                 |
| 1999      | с  | Диагноз: убийство                      | Diagnosis: Murder                   | детектив                                      |
| 2000      | с  | Друзья                                 | Friends                             | Джек                                          |
| 2000      | ф  | Роковые письма                         | Red Letters                         | декан Ван Бюрен                               |
| 2001      | ф  | Недетское кино                         | Not Another Teen Movie              | директор Ричард Вернон                        |
| 2002      | ф  | Король вечеринок                       | Van Wilder                          | профессор МакДугл                             |
| 2003      | с  | Бухта Доусона                          | Dawson’s Creek                      | Ларри Ньюман                                  |
| 2004      | с  | Дрейк и Джош                           | Drake & Josh                        | мистер Томпсон                                |
| 2005      | с  | Детектив Раш                           | Cold Case                           | Стюарт Адамс                                  |